# Miernik
Miernik, probierz – przyrząd pozwalający określić wartość mierzonej wielkości (np. napięcia elektrycznego, ciśnienia, wilgotności) i przedstawiający ją zazwyczaj przy pomocy podziałki ze wskazówką lub wyświetlacza cyfrowego.
Szersze pojęcie tego słowa to „przyrząd pomiarowy”, które obejmuje również urządzenia do rejestracji wartości, generatory pomiarowe, wzorce, analizatory itp. Do najczęściej spotykanych mierników zaliczyć można mierniki wielkości elektrycznych i przyrządy do pomiarów meteorologicznych.

## Mierniki wielkości elektrycznych
- amperomierz
- galwanometr
- miernik poziomu
- miernik uniwersalny (multimetr)
- watomierz
- woltomierz

## Przyrządy do pomiarów meteorologicznych
- anemometr
- barometr
- termometr

## Przyrządy wykorzystywane w motoryzacji i przemyśle
- grubościomierz elektroniczny